# Carnie Wilson
Pour les articles homonymes, voir Wilson.
 (février 2024).
La mise en forme du texte ne suit pas les recommandations de Wikipédia : il faut le « wikifier ».
Les points d'amélioration suivants sont les cas les plus fréquents. Le détail des points à revoir est peut-être précisé sur la page de discussion.
- Les titres sont pré-formatés par le logiciel. Ils ne sont ni en capitales, ni en gras.
- Le texte ne doit pas être écrit en capitales (les noms de famille non plus), ni en gras, ni en italique, ni en « petit »…
- Le gras n'est utilisé que pour surligner le titre de l'article dans l'introduction, une seule fois.
- L'italique est rarement utilisé : mots en langue étrangère, titres d'œuvres, noms de bateaux, etc.
- Les citations ne sont pas en italique mais en corps de texte normal. Elles sont entourées par des guillemets français : « et ».
- Les listes à puces sont à éviter, des paragraphes rédigés étant largement préférés. Les tableaux sont à réserver à la présentation de données structurées (résultats, etc.).
- Les appels de note de bas de page (petits chiffres en exposant, introduits par l'outil «  Source ») sont à placer entre la fin de phrase et le point final[comme ça].
- Les liens internes (vers d'autres articles de Wikipédia) sont à choisir avec parcimonie. Créez des liens vers des articles approfondissant le sujet. Les termes génériques sans rapport avec le sujet sont à éviter, ainsi que les répétitions de liens vers un même terme.
- Les liens externes sont à placer uniquement dans une section « Liens externes », à la fin de l'article. Ces liens sont à choisir avec parcimonie suivant les règles définies. Si un lien sert de source à l'article, son insertion dans le texte est à faire par les notes de bas de page.
- La présentation des références doit suivre les conventions bibliographiques. Il est recommandé d'utiliser les modèles {{Ouvrage}}, {{Chapitre}}, {{Article}}, {{Lien web}} et/ou {{Bibliographie}}. Le mode d'édition visuel peut mettre en forme automatiquement les références.
- Insérer une infobox (cadre d'informations à droite) n'est pas obligatoire pour parachever la mise en page.

Pour une aide détaillée, merci de consulter Aide:Wikification.
Si vous pensez que ces points ont été résolus, vous pouvez retirer ce bandeau et améliorer la mise en forme d'un autre article.
Carnie Wilson a fondé en 1989 le trio de musique pop Wilson Phillips avec sa petite sœur Wendy. À partir de 1995, elle a également été animatrice ou invitée vedette de diverses émissions de télévision.

## Biographie

### Jeunesse et carrière musicale
Carnie Wilson est née à Los Angeles le 29 avril 1968, fille de Brian Wilson des Beach Boys et de sa première épouse, l'ancienne chanteuse Marilyn Rovell des Honeys . Sa mère est d'origine juive, tandis que son père a diverses origines. Notamment les Pays-Bas, l'Écosse, l'Angleterre, l'Allemagne, l'Irlande et la Suède,.
Elle a cofondé Wilson Phillips avec sa petite sœur Wendy et son amie d'enfance Chynna Phillips lorsqu'elles étaient adolescentes. Elles ont sorti deux albums, Wilson Phillips et Shadows and Light, qui se sont vendus chacun à douze millions d'exemplaires. Le groupe a également enregistré trois singles n°1 et six succès dans le top 20 aux États-Unis avant de se séparer en 1993.
Carnie et Wendy Wilson ont continué à enregistrer ensemble et ont sorti l'album de Noël Hey Santa ! en 1993. Elles ont rejoint leur père pour l'album de 1997 The Wilsons. Carnie a également chanté "Our Time Has Come" avec James Ingram pour le film d'animation de 1997 Cats Don't Dance.
En 2003, Carnie essaye de se lancer dans une carrière musicale solo avec l'album For the First Time. Le disque contenait un remake de la ballade de Samantha Mumba écrit par Olivia DiNucci " Don't Need You To (Tell Me I'm Pretty) ", rebaptisé "I Don't Need You To", comme premier single. Cependant, le single n'a pas suscité d'intérêt et l'album a finalement été abandonné, lorsque Carnie s'est allié avec Wendy et Chynna sous le nom de Wilson Phillips en 2004.
Le groupe se réunit et sort un troisième album, nommé California, qui apparaît sur le label Sony Music. L'album comprenait des reprises, principalement des années 1960 et 1970, et mettait spécifiquement en lumière les jours glorieux des groupes musicaux californiens de leurs parents : The Mamas & the Papas et les Beach Boys.
En 2006, Carnie a sorti un album de berceuses, A Mother's Gift: Lullabies from the Heart, créé peu de temps après la naissance de sa fille, Lola. Elle a sorti son deuxième solo "effort" en octobre 2007, un album de Noël intitulé Christmas with Carnie, contenant une chanson écrite par son mari, Warm Lovin' Christmastime.

### Carrière télévisée

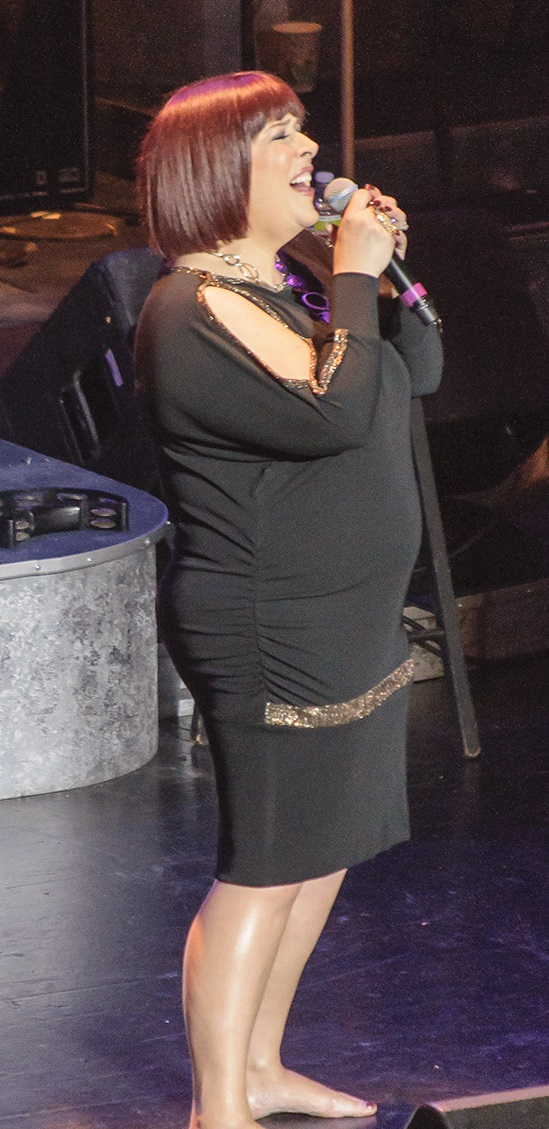
Wilson jouant avec Wilson Phillips en 2013

De 1995 à 1996, Carnie a animé son propre talk-show télévisé de courte durée, Carnie ! La série a été lancée au cours de la vague de popularité du milieu des années 1990 dans les talk-shows « tabloïds », qui ont suivi les succès soudains de Ricki Lake et Jerry Springer. Chris Greeley, ancien  gentleman célibataire du mois du magazine Cosmopolitan, il était l'invité de l'émission pilot. Wilson a trouvé l’expérience décevante et source de frustration professionnelle et personnelle[réf. nécessaire].
Elle a ensuite joué dans des épisodes de That '70s Show en 2001 et de Sabrina, l'apprentie sorcière, avant de rejoindre la quatrième saison du Celebrity Fit Club de VH1 en 2006.
Wilson a également été un représentant sur Entertainment Tonight et a animé en 2006 une émission spéciale sur E! intitulé 101 Celebrity Slimdowns . Elle est devenue membre du casting de la série CMT Gone Country en janvier 2008. En avril 2008, elle était membre du casting de la série VH1 Celebracadabra . En juillet 2008, elle a joué dans une émission intitulée Outsider's Inn.
Elle a animé la nouvelle édition de GSN de The Newlywed Game, dont la première a eu lieu le 6 avril 2009 jusqu'à fin 2010, date à laquelle elle a été remplacée par Sherri Shepherd.
De plus, une émission de téléréalité mettant en avant Wilson, Carnie Wilson: Unstapled, a commencé à être diffusée sur Game Show Network le 14 janvier 2010. En août 2011, Wilson est devenu juge de l'émission ABC Karaoke Battle USA.
Le 2 janvier 2012, elle est apparue dans l'émission Celebrity Wife Swap d'ABC, échangeant sa place avec l'actrice Tracey Gold pour une semaine.
Au printemps 2012, Carnie, sa sœur Wendy et son amie d'enfance Chynna Phillips ont joué dans leur propre émission de téléréalité sur TV Guide Network sur la renaissance de leur groupe, Wilson Phillips. L'émission, intitulée Wilson Phillips: Still Holding On, retrace le parcours du trio qui s'est réuni pour réformer Wilson Phillips sur la route, en studio et à la maison en tant que  des mères qui travaillent. Un épisode pilote a été diffusé en novembre 2011. Sept épisodes supplémentaires ont été diffusés en avril et mai 2012.
Wilson a joué dans l'épisode Chopped "All Stars: Celebrities" et a terminé en deuxième place.
En 2013, Carnie est devenue membre de la "Team Rachael " lors de la deuxième saison de Rachael vs. Guy: Celebrity Cook-Off de Food Network. Elle est arrivée deuxième derrière Dean McDermott et a gagné 10 000 $ pour son organisme de bienfaisance, une fondation de recherche sur l'autisme.
Elle intervient également fréquemment en tant qu'animatrice invitée de l'émission The Talk de CBS.
En 2015, elle a joué le rôle d'une prestataire d'assurance automobile dans une publicité télévisée de Progressive Insurance. Le 28 janvier 2016, il a été annoncé qu'elle participerait à The New Celebrity Apprentice (également connu sous le nom de The Apprentice 15 et Celebrity Apprentice 8). Le 2 janvier 2017, Wilson a été la deuxième candidate licenciée, terminant à la quinzième place, ne gagnant aucun argent pour son organisme de bienfaisance, The Weight Loss Surgery Foundation of America.
En juillet 2016, Wilson Phillips s'est réuni et a presté sur Greatest Hits d'ABC.
En février 2017, Wilson a fait une apparition dans l'émission de téléréalité Les Real Housewives de Beverly Hills.

### Vie privée

#### Mariage et famille
Wilson a épousé le musicien et producteur Robert Bonfiglio en 2000. Ils ont eu deux filles. Lola, née en avril 2005, et Luciana, née en juin 2009.
Ses oncles étaient Dennis Wilson et Carl Wilson. Elle est cousine avec le cofondateur des Beach Boys, Mike Love, et avec son frère, l'ancien joueur de la NBA, Stan Love, ainsi que le fils de Stan, le joueur des Miami Heat, Kevin Love.

#### Dépistage de la paralysie de Bell
Le 18 mars 2013, Carnie Wilson a révélé, via Twitter, qu'elle avait reçu un diagnostic de paralysie de Bell.

#### Love Bites
Le 26 août 2017, Carnie et son partenaire commercial et son amie d'enfance Tiffany Miller, ont ouvert Love Bites by Carnie, une boulangerie de production commerciale à Sherwood (Oregon), une banlieue de Portland. Love Bites de Carnie prépare des biscuits gourmands en bouchées.

## liens
- Ressources relatives à la musique :   - Billboard
  - Discogs
  - MusicBrainz
  - Songkick
- Ressource relative à l'audiovisuel :   - IMDb
- Notices d'autorité :   - VIAF
  - ISNI
  - LCCN
  - Espagne
  - WorldCat